# Karin Schultz
Karin Elisabeth Schultz, född 27 april 1919 i Malmö, död 24 mars 2008 i Slottsstadens församling i Malmö, var en svensk skulptör och tecknare. 

## Biografi
Karin Schultz var dotter till assuranstjänstemannen Hans Schultz och Alma Johansson. Schultz studerade för Edvard Trulsson i Malmö 1937 och vid Malmö Tekniska yrkesskola 1939–1941 samt för Anders Olson vid Essem-skolan 1939–1943 och skulptur för Harald Isenstein samt William Zadig 1945–1948 och en period vid Académie de la Grande Chaumière i Paris 1949. 
Tillsammans med Einar Emland ställde hon ut på Nessimhallen i Malmö 1952 och hon medverkade sedan 1945 i samlingsutställningar med Skånes konstförening och i samlingsutställningar med Arildsgruppen och Septembergruppen i södra Sverige samt samlingsutställningar med Sveriges allmänna konstförening på Liljevalchs konsthall och Kulla-konst i Höganäs samt med Konstnärernas Samarbetsorganisation (KSO). Separat ställde hon ut i bland annat Malmö, Lund, Trelleborg, Eslöv och Växjö och deltagit i samlingsutställningar i Malmö konsthall, Liljevalchs i Stockholm, Ystads konstmuseum, Smålands museum i Växjö, Skånes konstförening, Regionmuseet Kristianstad, i Höganäs, Helsingborg, Trelleborg med flera orter. Hennes konst består av små figurer med människor och djur och porträtt i terrakotta, gips, brons, trä och sten. Men hon har även gjort större offentliga arbeten i brons i Malmö – på Lindeborgs Torg, i Kvarteret Tranan (Engelbrektsgatan i centrala Malmö) samt i Sankt Andreas kyrka. Dessutom tecknade hon i tusch och blyerts. 
Under många resor i Bretagne fick hon ett stort intresse för dess gamla legender och folklore och har till svenska översatt och illustrerat en stor samling av dessa, men ännu ej utgivna i bokform. Hon är representerad i Malmö stads samlingar. 
Karin Schultz är begravd på Sankt Pauli mellersta kyrkogård i Malmö.

## Fotogalleri

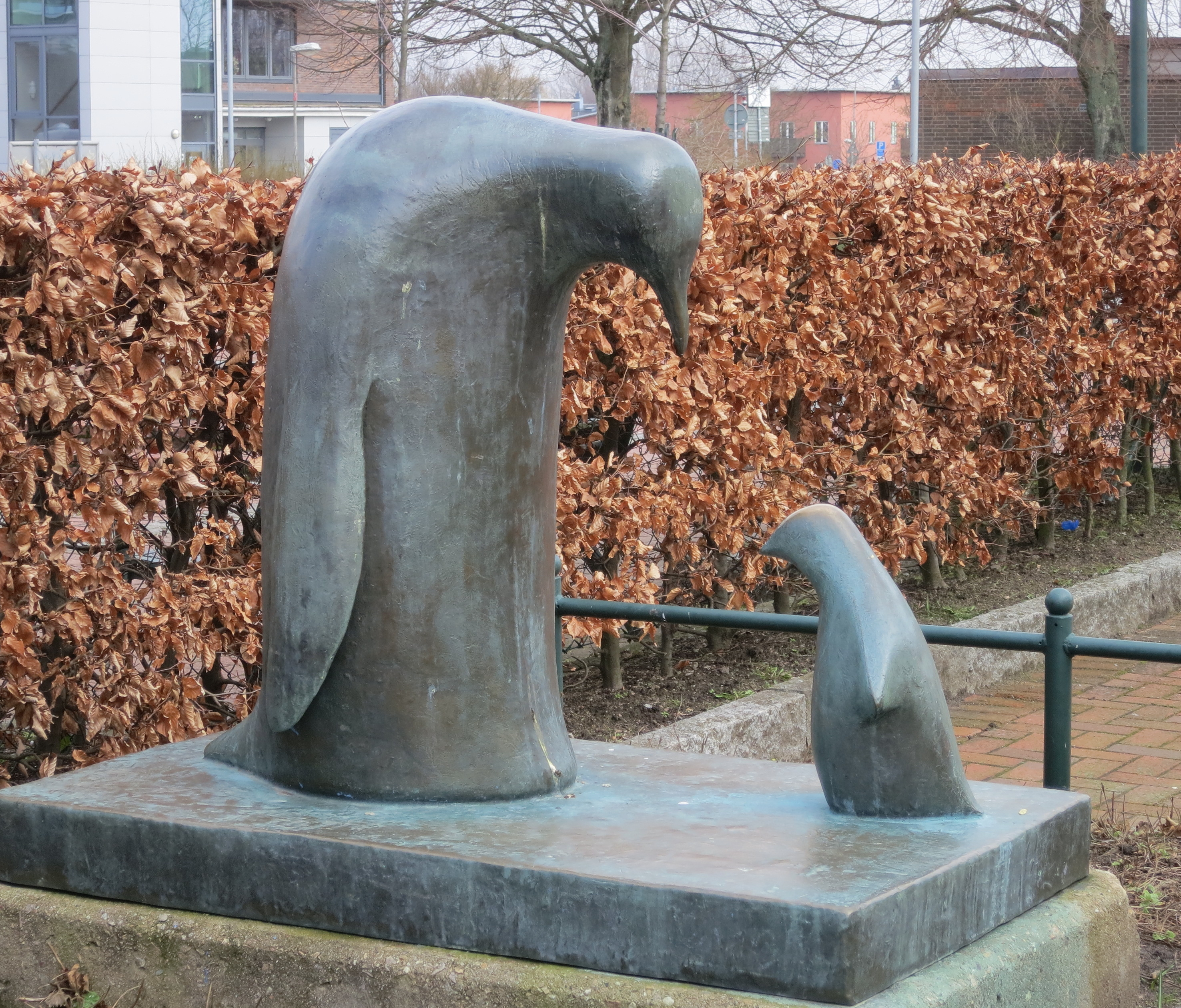
Liten blir stor i Malmö.
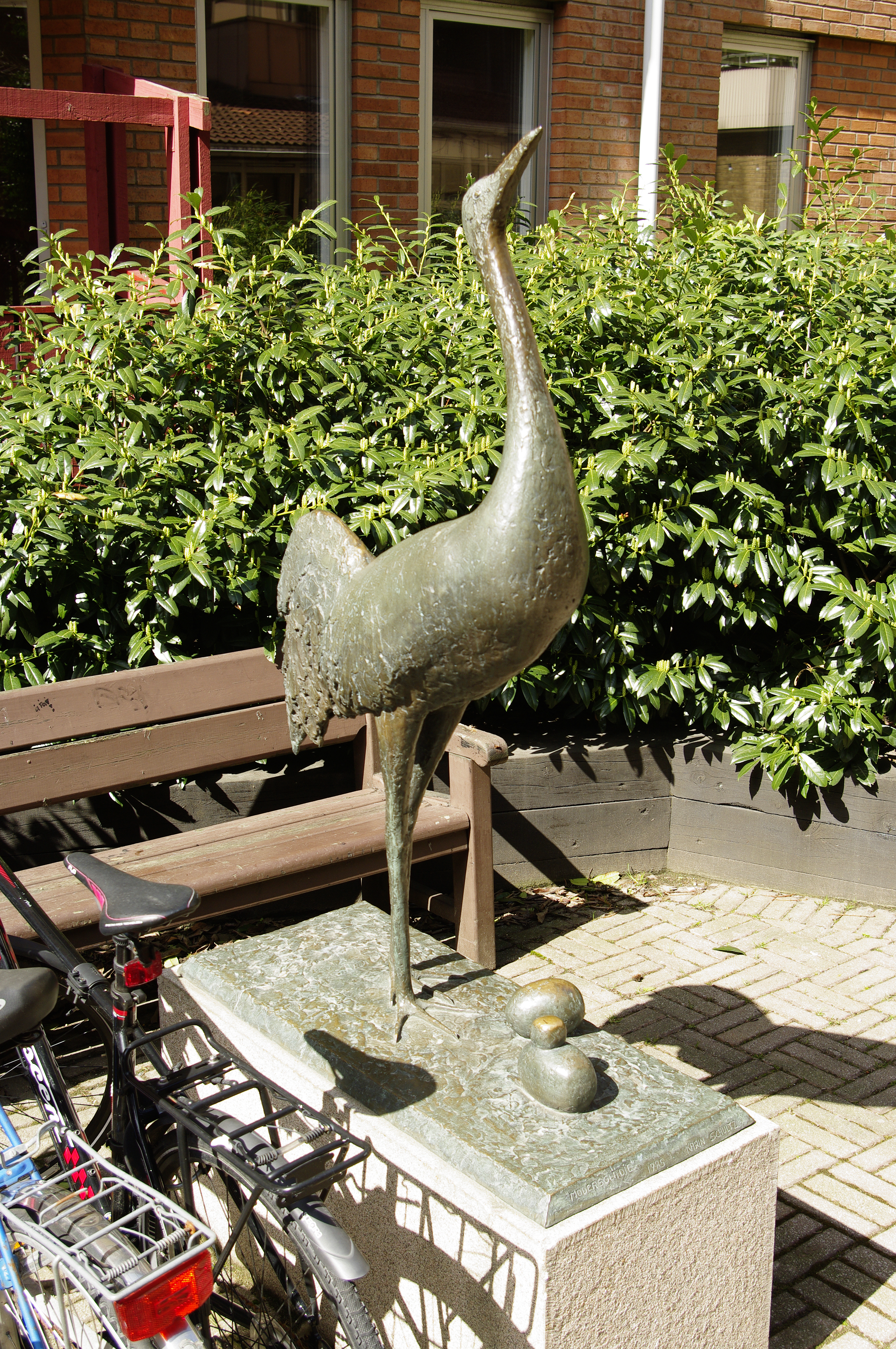
Modersglädje i Malmö.